# Kanton Loches
Kanton Loches (francouzsky Canton de Loches) je francouzský kanton v departementu Indre-et-Loire v regionu Centre-Val de Loire. Tvoří ho 18 obcí.

## Obce kantonu
- Azay-sur-Indre
- Beaulieu-lès-Loches
- Bridoré
- Chambourg-sur-Indre
- Chanceaux-près-Loches
- Chédigny
- Dolus-le-Sec
- Ferrière-sur-Beaulieu
- Loches
- Perrusson
- Reignac-sur-Indre
- Saint-Bauld
- Saint-Hippolyte
- Saint-Jean-Saint-Germain
- Saint-Quentin-sur-Indrois
- Sennevières
- Tauxigny
- Verneuil-sur-Indre